# Fritz Rosinus
Fritz Rosinus (* um 1915) war ein deutscher Tischtennisspieler und -funktionär. Er wurde bei der Deutschen Meisterschaft 1949 Zweiter im Doppel.

## Spieler
Fritz Rosinus wurde 1937/38 mit Alfred Schriefer und 1947/48 mit Siegfried Preuß bayerischer Meister im Doppel. Seit den 1930er Jahren nahm er an mehreren Deutschen Meisterschaften teil. Hier war sein größter Erfolg Silber bei der DM 1949 im Doppel mit Leopold Holusek. Mit dem Verein MTV München wurde er von 1947 bis 1951 viermal Deutscher Mannschaftsmeister. 1951 wechselte er zum TSV Milbertshofen, mit dem er auf Anhieb die deutsche Mannschaftsmeisterschaft gewann.
1954 zog er sich vom aktiven Sport zurück.

## Funktionär
Nach dem Zweiten Weltkrieg arbeitete Rosinus intensiv mit am Wiederaufbau des deutschen Tischtennissportes. Von 1946 bis 1947 war er Vorsitzender des TT-Bezirks Niederbayern. Gleichzeitig betrieb er zusammen mit Georg Apfelbeck und den Brüdern Siegfried und Wolfgang Hoppichler die Gründung des Bayerischen Tischtennis-Verbandes, den er von 1947 bis 1948 als Präsident leitete. Parallel setzte er sich für die Gründung des Deutschen Tischtennis-Bundes ein.

## Privat
Fritz Rosinus war verheiratet. Er war promoviert.